# Escudo de Alcoy
El escudo de la ciudad española de Alcoy (provincia de Alicante) es ovalado. Sobre un grupo de montañas de su color, dos torres unidas por un lienzo de muralla, también de su color, mazonadas y despejes de sable, que traen encima dos banderas de España cargadas con el lema Fides. Sobre la muralla una cruz plana de gules, y encima dos alas entre las cuales encontramos el escudo romboidal de cuatro palos de gules, timbrado de corona real abierta. Al pie de las torres, dos ríos que se unen en la punta del escudo.

## Historia
Se publicó en el DOGV el 10 de julio de 2001.
Escudo tradicional que incluye una representación ideal de la ciudad, en la confluencia de los barrancos del Barxell y del Molinar, dónde forman el río de Alcoy o Serpis. La ciudad surgió como villa musulmana y estaba amurallada; fue reconquistada por Jaime I en 1244 e incorporada al patrimonio real en 1447 por Alfonso el Magnánimo: por ello el escudo incorpora las armas reales coronadas. La cruz de San Jorge alude al patrón de la población, y las alas son una señal que se refiere a la primera sílaba del nombre de la ciudad.